# Inge Debelts
Inge Debelts (* 16. Februar 1932 in Stollhamm, Freistaat Oldenburg; † 24. Januar 2019 in Nordenham) war eine deutsche Theaterschauspielerin, Theaterregisseurin und Autorin, die überwiegend in niederdeutscher Sprache veröffentlichte.

## Biografie
Debelts ist in Nordenham aufgewachsen. Sie hatte schon früh den Wunsch Schauspielerin zu werden. Nach dem Gymnasium Nordenham und der Höherer Handelsschule machte sie aber zunächst eine kaufmännische Lehre. 
Ihren Schauspielwunsch erfüllte sich Debelts 1967. Sie wurde Laienschauspielerin bei der, zum Stadttheater Bremerhaven gehörenden, Niederdeutschen Bühne „Waterkant“, wo sie insgesamt 17 Jahre spielte. 1981 zog Debelts mit ihrer Familie zurück in ihre Heimat nach Nordenham, wo sie zwei Jahre später zu den Gründern der Niederdeutschen Bühne  „De Plattdütschen“ gehörte. In den folgenden Jahren machte sie sich als Regisseurin und Autorin weit über die Grenzen der Wesermarsch hinaus einen Namen. Ihre Theaterstücke in Platt- und in Hochdeutsch werden in ganz Deutschland aufgeführt. Nebenbei schrieb sie plattdeutsche Gedichte und Kurzgeschichten.
Inge Debelts war verheiratet und hatte zwei Kinder.

## Ehrungen
- 1995 Europäischer Kulturpreis der Katholischen Akademie Stapelfeld[2]

## Werke (Auszüge)

### Hochdeutsch
- Meuterei auf RS Eumel, Science-fiction-Komödie in drei Akten, 1996
- Die kostenlose Bibelstunde, Schwank in drei Akten, 1996
- Anchillisfieber, Kurzspiel, 1997
- Junkie, Schauspiel in drei Akten, 2000
- Der fruchtbare Willi Komödie in drei Akten, 2002

### Niederdeutsch
- Willi, de Fruchtbore, Komödie in drei Akten, Karl Mahnke Theaterverlag, Verden 1995
- De kostenlose Bibelstünn, Niederdeutscher Schwank in drei Akten, Karl Mahnke Theaterverlag, Verden 1995
- Meuteree up RS Eumel, Science-fiction-Komödie in drei Akten, Karl Mahnke Theaterverlag, Verden 1996
- Junkie, Niederdeutsches Stück in drei Akten, Vertriebsstelle und Verlag Deutscher Bühnenschriftsteller und Bühnenkomponisten, Norderstedt 1997
- Amtmann Kreyenboom un siene Reputatschon, Niederdeutsche Komödie in drei Akten, Musik von Hergen Hasemann, Vertriebsstelle und Verlag Deutscher Bühnenschriftsteller und Bühnenkomponisten, Norderstedt 1997
- Albrecht brukt 'n Therapie, Komödie in drei Akten, Ostfriesischer Theaterverlag, Westoverledingen 1997
- Numms tohuus bi Brinkmanns, Niederdeutsche Komödie in drei Akten, Vertriebsstelle und Verlag Deutscher Bühnenschriftsteller und Bühnenkomponisten, Norderstedt 2001
- Geiht nich gifft nich, Niederdeutsche Komödie in vier Akten, Vertriebsstelle und Verlag Deutscher Bühnenschriftsteller und Bühnenkomponisten, Norderstedt 2001
- Tweemal söss Richtige Komödie in vier Akten, Karl Mahnke Theaterverlag, Verden 2007
- Carlo kummt in´n Katalog, Komödie in fünf Akten, Karl Mahnke Theaterverlag, Verden 2009